# Stephen Margeson
Pour les articles homonymes, voir Margeson.
Stephen Margeson (né le 2 décembre 1981 à Banff, Alberta au Canada) est un joueur canadien de hockey sur glace.

## Carrière de joueur
Margeson est un défenseur qui évolue actuellement dans la Ligue américaine de hockey avec les Monsters du lac Érié. Il a été rappelé des Steelhounds de Youngstown de la Ligue centrale de hockey le 27 octobre 2007. Il s'agit de son second séjour dans la LAH.
Auparavant, il a principalement évolué dans la LCH, en particulier avec les RiverKings de Memphis. Il a aussi joué brièvement dans la Southern Professional Hockey League avec les FireAntz de Fayetteville lors de la saison 2004-2005.

## Statistiques
| Saison    | Équipe                       | Ligue |    | Saison régulière | Saison régulière | Saison régulière | Saison régulière | Saison régulière |   | Séries éliminatoires | Séries éliminatoires | Séries éliminatoires | Séries éliminatoires | Séries éliminatoires |
| Saison    | Équipe                       | Ligue | PJ | B                | A                | Pts              | Pun              | PJ               | B | A                    | Pts                  | Pun                  |                      |                      |
| 2000-2001 | Centennials de Merritt       | LHCB  | 51 | 6                | 17               | 23               | 87               | -                | - | -                    | -                    | -                    |                      |                      |
| 2002-2003 | Scorpions du Nouveau-Mexique | LCH   | 24 | 0                | 9                | 9                | 24               | -                | - | -                    | -                    | -                    |                      |                      |
| 2002-2003 | RiverKings de Memphis        | LCH   | 27 | 0                | 8                | 8                | 42               | 7                | 0 | 0                    | 0                    | 0                    |                      |                      |
| 2003-2004 | RiverKings de Memphis        | LCH   | 37 | 3                | 5                | 8                | 53               | -                | - | -                    | -                    | -                    |                      |                      |
| 2004-2005 | FireAntz de Fayetteville     | SPHL  | 20 | 1                | 4                | 5                | 41               | -                | - | -                    | -                    | -                    |                      |                      |
| 2004-2005 | RiverKings de Memphis        | LCH   | 33 | 1                | 2                | 3                | 30               | -                | - | -                    | -                    | -                    |                      |                      |
| 2005-2006 | RiverKings de Memphis        | LCH   | 36 | 2                | 3                | 5                | 42               | -                | - | -                    | -                    | -                    |                      |                      |
| 2006-2007 | Steelhounds de Youngstown    | LCH   | 67 | 17               | 22               | 39               | 125              | 6                | 3 | 2                    | 5                    | 34                   |                      |                      |
| 2006-2007 | Crunch de Syracuse           | LAH   | 2  | 0                | 0                | 0                | 2                | -                | - | -                    | -                    | -                    |                      |                      |
| 2007-2008 | Steelhounds de Youngstown    | LCH   | 2  | 0                | 1                | 1                | 8                | -                | - | -                    | -                    | -                    |                      |                      |
| 2007-2008 | Monsters du lac Érié         | LAH   | 19 | 3                | 3                | 6                | 39               | -                | - | -                    | -                    | -                    |                      |                      |
| 2008-2009 | RiverKings du Mississippi    | LCH   | 55 | 12               | 19               | 31               | 78               | 12               | 3 | 4                    | 7                    | 18                   |                      |                      |
| 2009-2010 | RiverKings du Mississippi    | LCH   | 48 | 10               | 7                | 17               | 61               | 3                | 1 | 0                    | 1                    | 0                    |                      |                      |
| 2010-2011 | Havoc de Huntsville          | SPHL  | 29 | 19               | 10               | 29               | 45               | -                | - | -                    | -                    | -                    |                      |                      |